# Distrikt Calzada
Der Distrikt Calzada liegt in der Provinz Moyobamba in der Region San Martín im zentralen Norden von Peru. Der am 2. Januar 1857 gegründete Distrikt besitzt eine Fläche von 116 km². Beim Zensus 2017 wurden 4640 Einwohner gezählt. Im Jahr 1993 lag die Einwohnerzahl bei 3418, im Jahr 2007 bei 4045. Die Distriktverwaltung befindet sich in der 855 m hoch gelegenen Kleinstadt Calzada mit 3599 Einwohnern (Stand 2017). Calzada liegt 10 km westlich der Provinz- und Regionshauptstadt Moyobamba.

## Geographische Lage
Der Distrikt Calzada befindet sich westzentral in der Provinz Moyobamba. Der Distrikt liegt südlich des Río Mayo in einer Beckenlandschaft eingeschlossen von Höhenkämmen der peruanischen Ostkordillere. Im Westen wird der Distrikt vom Río Tonchima begrenzt, im Osten vom Río Indoche. Die Nationalstraße 5N durchquert den Distrikt in Ost-West-Richtung.
Der Distrikt Calzada grenzt im Süden an den Distrikt Habana, im Westen an die Distrikte Rioja und Pósic (beide in der Provinz Rioja), im Norden an den Distrikt Yantalo, im Osten an den Distrikt Moyobamba sowie im Südosten an den Distrikt Jepelacio.

## Ortschaften
Im Distrikt gibt es neben dem Hauptort folgende größere Ortschaften:
- San Francisco de Pajonal (535 Einwohner)
- San Juan de Tangumi (241 Einwohner)